# Rosie Gaines
Rosie Gaines (Pittsburgh, 1960. június 26. –) amerikai dzsesszénekesnő, háttérénekes (vokalista), zongorista. Többek között Prince-szel dolgozott. 1990 végén  Prince előzenekarának, a The New Power Generationnek volt az alapító tagja volt.
| Rosie Gaines                              | Rosie Gaines                              |
| Kattints az alábbi külső linkek egyikére! | Kattints az alábbi külső linkek egyikére! |
| ----------------------------------------- | ----------------------------------------- |
| Nem található szabad kép.(?)              |                                           |
| külső link · jogvédett                    | Rose Mary Gaines                          |

## Pályakép
Rosie Gaines Pittsburgh-ben született, 10 gyermek közül a legfiatalabbként.
Rosie Gaines kilenc stúdióalbumot adott ki, amelyek azonban kereskedelmileg nem voltak nagyon sikeresek. A zenei stílusuk a kortárs R&B, funk, popzene és rockzene műfajai. Emellett az 1990-es évek közepe óta EP-i jelentek meg, amelyeken dalai remixelt változatai hallhatók. Gaines vendégénekesként is feltűnik több felvételen.
Gaines egészségügyi okok miatt 2011 óta nem szerepelt a nyilvánosság előtt, és azóta visszavonult a zeneipartól.

## Albumok
- 1990: Graffiti Bridge
- 1991: Diamonds And Pearls
- 1996: Chaos And Disorder
- 1996: Emancipation
- 1997: The Vault... Old Friends 4 Sale

### Kislemezek
- 1990: New Power Generation
- 1991: Gett Off
- 1991: Cream
- 1991: Diamonds And Pearls
- 1992: Money Don’t Matter 2 Night
- 1992: Willing And Able
- 1993: Nothing Compares 2 U
- 1997: NYC
- 1999: 1999: The New Master
- 1999: The Rest Of My Life